# Sanctum
Sanctum (en España y Argentina, El santuario; en México, Sanctum, viaje al fondo de la Tierra; en Chile, Sanctum 3D) es una película de aventuras estrenada en 2011, dirigida por Alister Grierson. Cuenta con James Cameron como productor ejecutivo.

## Sinopsis
Un grupo de expertos espeleólogos y submarinistas se adentra en la última zona inexplorada de la Tierra. Llegan a una cueva subterránea que nadie ha pisado antes que ellos. La emoción de la aventura les impide darse cuenta de que, a lo lejos, en el cielo, se ha desatado una terrible tormenta que ha complicado la situación del equipo de aventureros y su evacuación. Pronto, la cueva en la que se encuentran queda completamente bloqueada y pondrán a prueba la capacidad de sus habilidades de autorescate como submarinistas. Todos tendrán que ayudarse para escapar, pero el egoísmo de algunos integrantes y las diferencias personales provocan enfrentamientos.

## Reparto
- Richard Roxburgh como Frank McGuire.
- Ioan Gruffudd como Carl Hurley.
- Rhys Wakefield como Joshua "Josh" McGuire.
- Alice Parkinson como Victoria "Vic" Elaine.
- Daniel Wyllie como George.
- Christopher Baker como J.D.
- Nicole Downs como Liz.
- Allison Cratchley como Judes.
- Cramer Cain como Luko.
- Andrew Hansen como Dex.
- John Garvin como Jim Sergeant.

## Taquilla
Sanctum abrió con $ 9.2 millones en su primer fin de semana, viene en segundo lugar detrás de The Roommate. Las encuestas CinemaScore indicó una calificación C + de la audiencia. A partir de marzo de 2011, Sanctum fue la décima película australiana más taquillera en la taquilla internacional. El 19 de octubre de 2011, había adoptado una taquilla mundial de $ 108 943 221.

## Recepción de la crítica
La película recibió críticas mixtas. Rotten Tomatoes informó que el 64% de los 155 críticos calificaron la película de forma positiva con una puntuación media de 6.5/10. Indica que "Sanctum está bellamente fotografiado, y hace un mejor uso de la tecnología 3-D que la mayoría de películas de su tipo". Tiene una calificación de Metacritic de 65 sobre 100. Los usuarios de IMDb lo calificó 5.9/10. En el resto del mundo, donde se ha producido la mayor parte de la recaudación, las críticas y comentarios fueron muy positivos. En Australia, Jim Schembri le dio 3 1/2 estrellas de 5, mientras que el Reino Unido, Daily Express le dio 3.5 de 5.